# Hauteville (Aisne)
Hauteville – miejscowość i gmina we Francji, w regionie Hauts-de-France, w departamencie Aisne.
Według danych na styczeń 2014 roku gminę zamieszkiwało 171 osób, a gęstość zaludnienia wynosiła 24,1 osób/km².